# شنیتزر استیل
شنیتزر استیل (انگلیسی: Schnitzer Steel) شرکت فولاد آمریکایی است، که در سال ۱۹۰۶ تأسیس شد.